# Miocaperea
Miocaperea — вимерлий рід малих китів з пізньоміоценової формації Піско в Перу. Типовий вид — Miocaperea pulchra.

## Еволюція та значення
Відкриття Miocaperea є значущим, оскільки необалаєніни раніше були невідомі в літописі скам'янілостей, за винятком ізольованого петросала (вушної кістки) з відкладень пізнього міоцену в Австралії. Попереднє дослідження встановило дату розбіжності Neobalaeninae з іншими містицитами приблизно на 23 мільйони років, а вік Miocaperea підтверджує думку про походження Neobalaeninae глибоко в ранньому міоцені.